# Skerdilaid Curri
Skerdilaid Curri (ur. 6 października 1975 w Kavajë) – albański piłkarz występujący na pozycji pomocnika. Piłkarz posiada również obywatelstwo niemieckie. W 2. Bundeslidze rozegrał 182 spotkania i zdobył 20 bramek.